# Commission Agranat
La Commission Agranat, du nom de son président Shimon Agranat, est la commission créée par Israël pour enquêter sur les manquements de Tsahal (Forces de défense d'Israël) à la suite des attaques égyptiennes et syriennes en octobre 1973 au début la guerre du Kippour.

## Guerre du Kippour
Le 6 octobre 1973, profitant de la période fériée pour les juifs du Yom Kippour, l'Égypte et la Syrie lancent une attaque coordonnée contre Israël. Les forces égyptiennes traversent le canal de Suez afin d'établir des têtes de pont sur la rive est pour à terme de reprendre le Sinaï, qu a été conquis par Israël lors de la guerre des Six Jours. Les forces syriennes lancent une attaque sur le plateau du Golan, territoire syrien occupé militairement depuis juin 1967 par l'État hébreu.
Les forces israéliennes, mal renseignées sur les intentions des deux pays arabes avant le déclenchement des hostilités, ne sont pas préparées à ces attaques soudaines et sont complètement débordées, notamment dans le Sinaï, où les forces égyptiennes balaient les défenses de la ligne Bar-Lev, censées protéger Israël d'une attaque par le canal. S'ensuivent des contre-attaques des deux côtés, la Résolution 338 de l'ONU et l'intervention des super-puissances américaine et soviétique pour mettre fin au conflit.
L'Égypte, qui signe en 1978 les accords de Camp David avec Israël, qui la laisse récupérer le Sinaï et mettent ainsi un terme officiel au conflit entre les deux nations.

## Composition

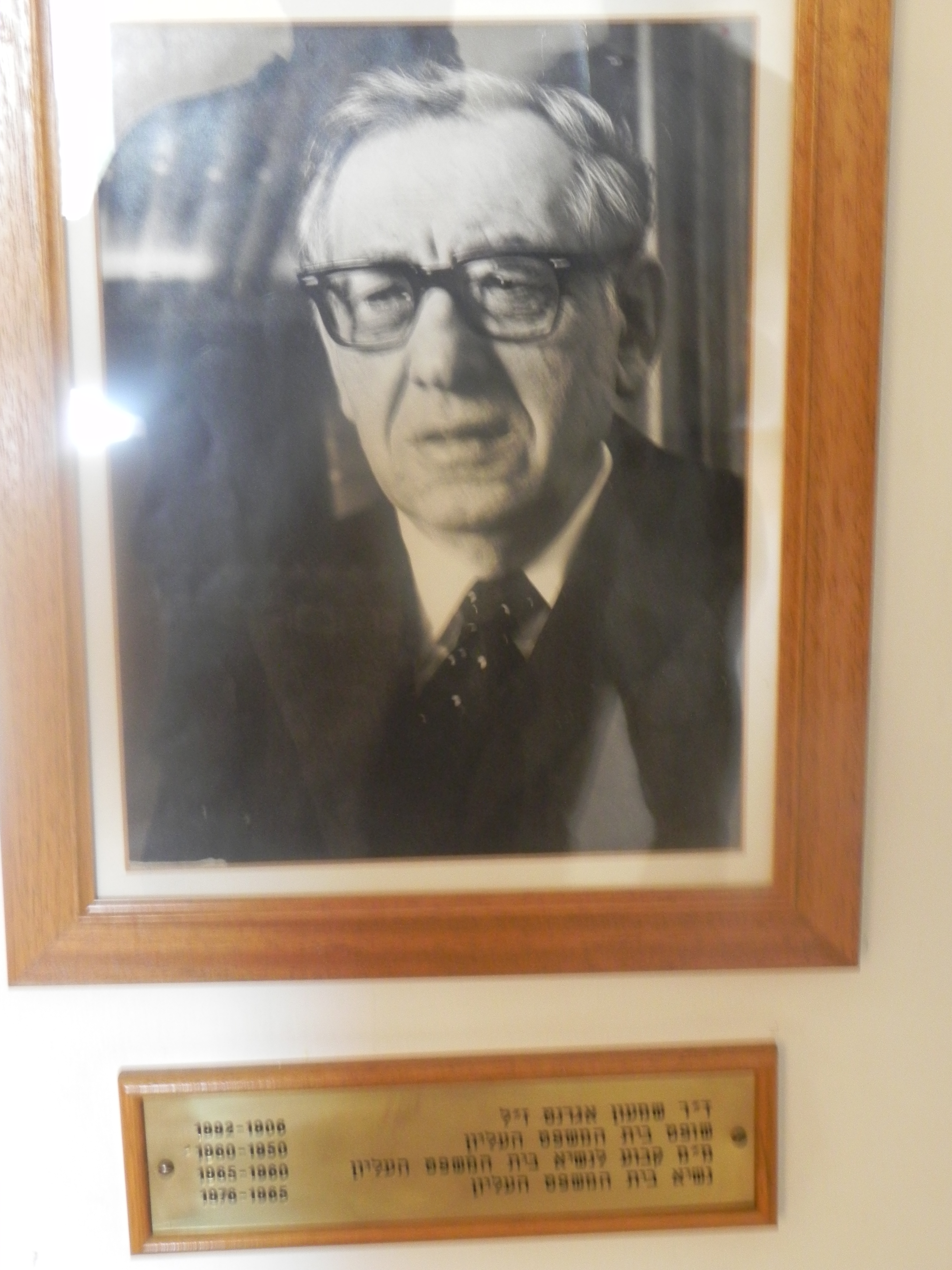
Portrait de Shimon Agranat, président de la commission du même nom.

La commission, composée de cinq membres, est présidée par le juge Shimon Agranat, alors président de la Cour suprême d'Israël. Ses autres membres sont le juge Moshé Landau, le contrôleur de l’État Itshak Neventsal et les chefs de l’état major à la retraite Haïm Laskov et Ygal Yadin.

## Rapport
- La commission rend un premier rapport intermédiaire en avril 1974, qui met en cause uniquement les renseignements et les militaires israéliens. Il précise que le Renseignement pensait que l'Égypte attaquerait Israël dès qu'elle aurait acquis une supériorité aérienne incontestable sur les Israéliens[1] et que la Syrie n'attaquerait que si l'Égypte le faisait aussi. L'Égypte n'ayant pas donné de signe outre mesure d'une augmentation de ses capacités militaires, le Mossad n'a pas jugé qu'un danger imminent menaçait l'État hébreu. Le rapport recommande aussi la démission de responsables militaires, à savoir le chef d'état-major David Elazar, du responsable du Commandement Sud, le major-général Shmuel Gonen, ainsi que d'autres officiers et responsables du renseignement israélien. La commission, par contre, ne met pas en cause le ministre de la défense Moshe Dayan ou le premier ministre Golda Meir[2].
- Un deuxième rapport intermédiaire est publié en juillet 1974 et contient alors 400 pages, dont seule l'introduction est rendue publique. Il contient des témoignages additionnels non disponibles dans le premier rapport[2].
- Le rapport final remis en janvier 1975 est composé de 1 500 pages dont seulement une quarantaine est rendue publique, le reste étant placé sous le sceau du secret défense. Yitzhak Rabin autorise la diffusion publique d'une grande partie du document en 1995 hormis 48 pages, jugées encore trop sensibles pour la sécurité d'Israël[2]. La totalité est finalement rendue publique en 2005 par un vote de la Knesset[3].

## Critiques
Le rapport de la commission a été très critiqué par l'opinion publique israélienne à sa sortie en ne mettant en cause que des responsables militaires et du renseignement, tout en omettant les responsabilités des politiques, comme celle du ministre de la défense Moshe Dayan ou le premier ministre de Golda Meir.
Toutefois, devant la crise de confiance du public vis-à-vis de ses dirigeants politiques à la suite du rapport, Meir se trouve dans une situation inconfortable et démissionne de son poste le 11 avril 1974. Elle laisse la place à un nouveau gouvernement, dirigé par Yitzhak Rabin. Dayan n’est pas reconduit dans le nouveau gouvernement.